# Im toten Winkel – Hitlers Sekretärin
Im toten Winkel – Hitlers Sekretärin é um documentário austríaco de 2002 dirigido por André Heller e Othmar Schmiderer.
O documentário é uma entrevista de 90 minutos com Traudl Junge, última secretária de Adolf Hitler.